# Libro de horas de Enrique VIII

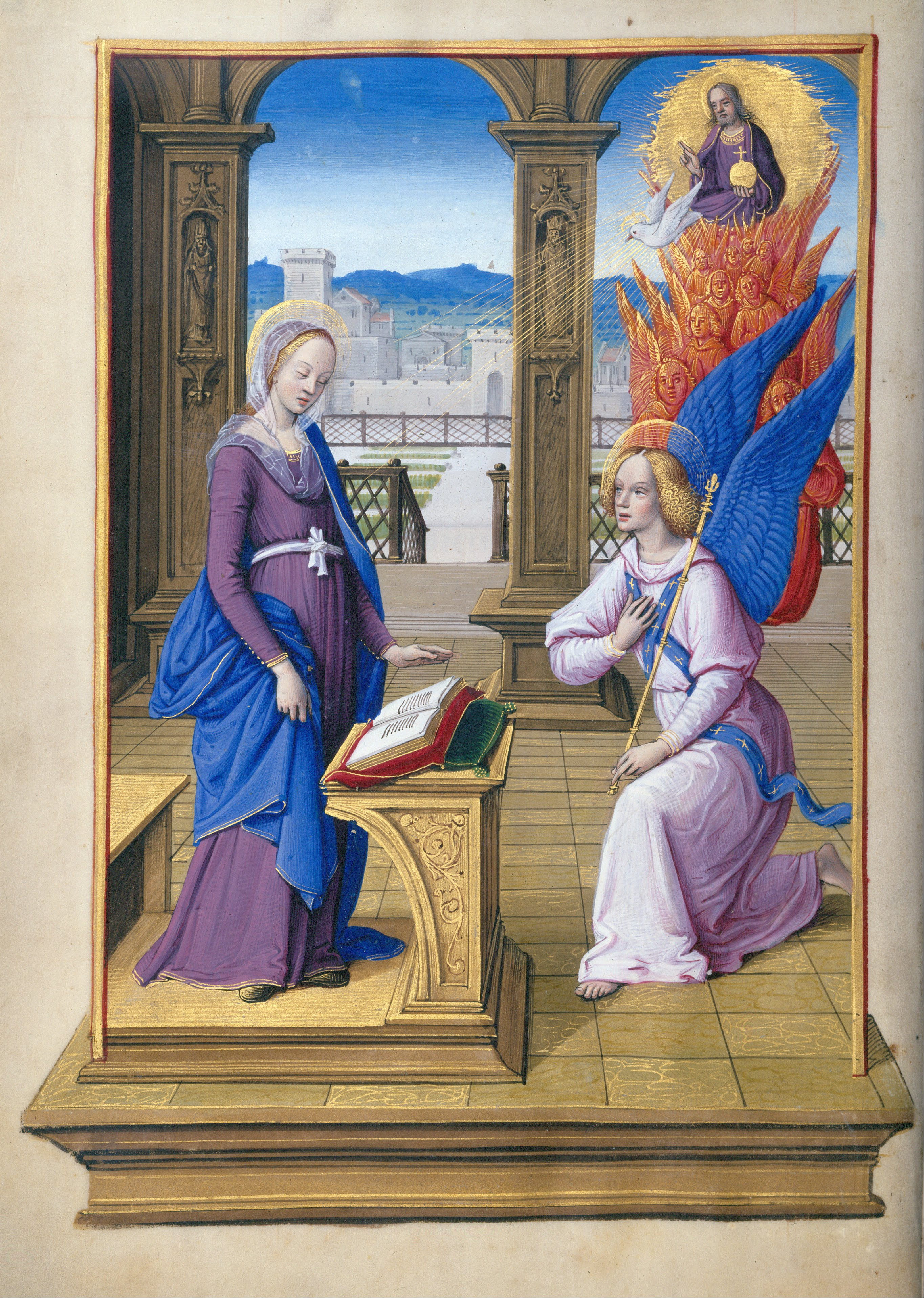
Anunciación, f. 30v

El Libro de horas de Enrique VIII (MS H.8) es un libro de horas iluminado del siglo XV. Forma parte de la colección de la Morgan Library & Museum de Nueva York.

## Historia
El Libro de horas de Enrique VIII, obra cumbre del miniaturista Jean Poyer, recibe su nombre del rey Enrique VIII de Inglaterra, segundo monarca de la casa Tudor. Existe documentación que demuestra que permaneció durante muchos años en manos de monarcas ingleses. Por ejemplo, se sabe que entre los siglos XVIII y XIX todavía pertenecía a la biblioteca de Jorge III.

## El autor
Aunque Jean Poyer tuvo una trayectoria artística corta, de 1483 a 1503, ocupa un lugar importante en la historia de la pintura, donde se le tiene por un maestro colorista y un genio de la composición y la perspectiva. En el Libro de horas de Enrique VIII, la belleza del calendario franciscano da fe de su reputación. También destacan del códice apartados como el Oficio de los Muertos o las Horas de la Virgen.

## La encuadernación
El manuscrito está encuadernado en terciopelo rojo. En los herrajes está grabado el escudo de Enrique VIII (con tres flores de lis en los cuartos primero y cuarto y tres leones pasantes en los cuarteles segundo y tercero). También figuran su monograma, H.8.R. (Henricus Octavus Rex) y el lema de la Orden de la Jarretera: Honi soit qui mal y pense.
En la última guarda hay una nota firmada por George Wade (1673-1748), uno de sus propietarios, que dice así:
"En el año 1723, estando en Mons y oyendo hablar de Este Libro como de la más llamativa Curiosidad en su especie, lo encontré en manos de Mons[ieu]r Charle Benoit Desmanet, un Caballero de dicha Ciudad, (y tras su Muerte lo procuré de sus Albaceas) Él me lo Enseñó con gran cuidado y precaución sin Permitir que yo lo tocara, pasando las páginas con un Par de pequeñas Lengüetas de Plata confeccionadas a tal efecto, Y percibiendo mi sonrisa ante aquella Exquisitez, me dijo con cierta Ternura, Señor De esta forma mis Antepasados por más de cien Años han mantenido este Libro inmaculado y lo han conservado en el estado de Perfección en el que Usted lo ve ahora; me dijo También que en su familia siempre se había afirmado que había sido un regalo del Emperador Carlos Quinto a Enrique Octavo Rey de Inglaterra...".

## Ediciones
En 2000, George Braziller y la Morgan Library & Museum publicaron un estudio monográfico del códice a cargo de Roger S. Wieck, William M. Voelkle y K. Michelle Hearne.